# Alexandre Ruiz (arbitre)
Pour les articles homonymes, voir Ruiz et Alexandre Ruiz (homonymie).
Alexandre Ruiz, né le 24 mars 1987 à Béziers, est un arbitre et entraîneur français de rugby à XV et à sept semi-professionnel. Il exerce en Top 14 depuis 2011. Il devient ensuite arbitre régulier de rugby à sept et est choisi par World Rugby pour les Jeux olympiques 2016.
En 2021, il met un terme à sa carrière d'arbitre et devient entraîneur adjoint du Montpellier Hérault rugby.
En 2023, il rejoint Soyaux Angoulême XV Charente en tant qu’entraîneur.

## Biographie
Alexandre Ruiz est né le 24 mars 1987 dans la ville de Béziers. Il pratique le rugby à XV, d'abord en tant que joueur, au poste de demi de mêlée. Il termine sa carrière de joueur à Agde en Fédérale 3. Il commence l'arbitrage dès l'âge de 16 ans. ll travaille en tant qu'arbitre semi-professionnel pour le comité du Languedoc. Il travaille donc à mi-temps comme agent hospitalier dans la restauration, pour la communauté d'agglomération de Béziers.
Alexandre Ruiz commence à arbitrer en Top 14 en 2012 à l'âge de 25 ans, pour un match entre l'ASM Clermont Auvergne et le Stade toulousain.
Un an plus tard, il est appelé par World Rugby pour arbitrer le tournoi international de rugby à sept, les World Rugby Sevens Series et débute à l'occasion du Dubaï Rugby Sevens. Il est ensuite sélectionné pour la coupe du monde de rugby à sept 2013 et devient un arbitre régulier des World Series. 
En septembre 2014, il devient arbitre semi-professionnel. À l'occasion du championnat de France de rugby à XV 2014-2015, Alexandre Ruiz est désigné pour arbitrer la demi-finale entre l'ASM Clermont Auvergne et le Stade toulousain.
En janvier 2016, il fait ses débuts en coupe d'Europe pour une rencontre entre les Italiens des Benetton Rugby Trévise et les Irlandais du Munster. 
À l'occasion du Hong Kong Sevens 2016, en avril, il arbitre son 100e match de rugby à sept dans les World Series, lors d'un match entre les Fidji et le Canada, le 8 avril 2016. Ce même mois, il est nommé comme arbitre olympique à l'occasion des Jeux olympiques de Rio de Janeiro en 2016. Il arbitre alors ses dernières rencontres de rugby à sept sur le circuit international.
Le 17 juin, il retrouve l'ASM Clermont Auvergne en phase finale de Top 14 , cette fois face au Racing 92 qui l'emporte après prolongations, au bout de 100 minutes de jeu intenses, ayant nécessité de nombreux appels vidéos et suscité la polémique quant aux décisions prises.
Durant la saison 2017-2018, il est entraîneur des avants du RC Sète, qu'il mène au titre de champion du Languedoc niveau Honneur. À partir de 2017, il intervient aussi auprès de l'Union Cognac Saint-Jean-d'Angély, club de Fédérale 1 né de la fusion de l'US Cognac et du RAC angérien en 2017, pour aider les entraîneurs à débriefer les matchs. À partir de 2018, il devient manager de l'équipe espoirs du club charentais. Depuis janvier 2019, il est également entraîneur des avants de l'équipe première, tout en continuant à diriger les espoirs. Il travaille aux côtés de Christophe Hamacek, directeur technique du club, et Nicolas Cabannes, entraîneur des arrières. Il quitte le club à l'été 2019 pour des raisons familiales.
En 2019, il est sélectionné pour être assistant arbitre lors de matchs de la Coupe du monde de rugby à XV au Japon.

## Palmarès d'arbitre

### Rugby à sept

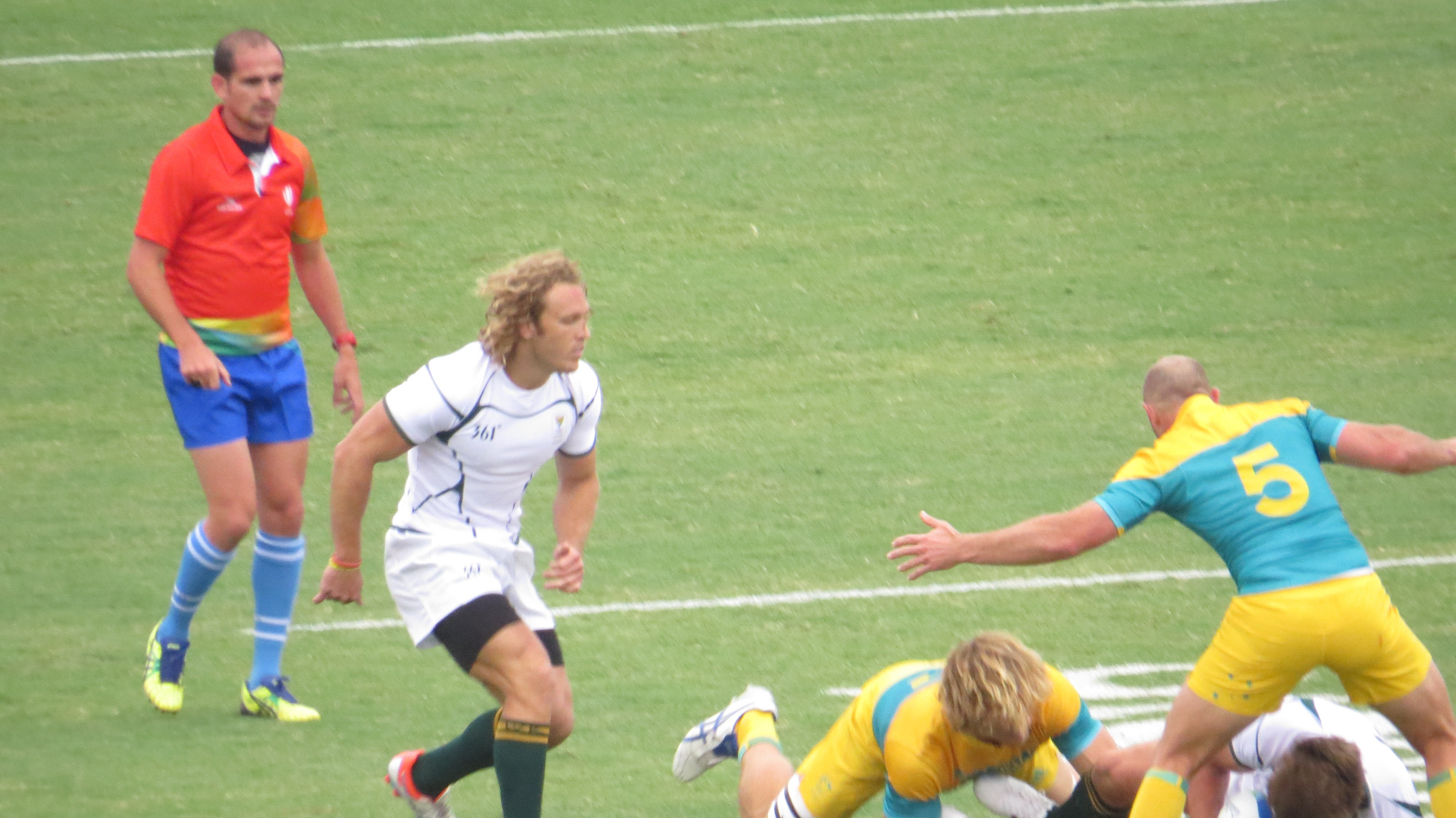
Alexandre Ruiz lors d'Afrique du Sud - Australie aux Jeux olympiques de 2016.

- World Rugby Sevens Series entre 2012 et 2016
- Coupe du monde 2013
- Jeux olympiques 2016

### Rugby à XV
- Championnat de France depuis 2011
  - Demi-finale en 2014-2015, 2015-2016 et 2017-2018
  - Barrage en 2016-2017 et 2018-2019
- Coupe d'Europe depuis 2015
- Challenge européen
  - Huitième de finale en 2020-2021
  - Quart-de-finale en 2018-2019 et 2020-2021

## Récompenses et distinctions
- Nuit du rugby 2022 : Meilleur staff d'entraîneur du Top 14 (avec Philippe Saint-André, Olivier Azam, Jean-Baptiste Élissalde, et Bruce Reihana) pour la saison 2021-2022